# مونولیث پروداکشنز
 مونولیث پروداکشنز (به انگلیسی: Monolith Productions) یک شرکت سازنده و توسعه دهنده بازی‌های ویدیویی واقع در شهر کرکلند در ایالت واشینگتن ایالات متحده آمریکا است که در اوت ۲۰۰۴ توسط بخش سرگرمی کمپانی برادران وارنر خریداری گردید.

## تاریخچه
این کمپانی در تاریخ ۱۵ اکتبر سال ۱۹۹۴ میلادی با مشارکت و همکاری «برایان گوبل»، «برایان وایت»، «برایان باومن»، «گرت پرایس»، «جیس هال»، «پال رنو» و «توبی گلدول» تأسیس گردید.

آقای «برایان گوبل» که پایه‌گذار این شرکت می‌باشد، در مورد انتخاب نام شرکت اینچنین می‌گوید: 
در زمانی که شرکت را تأسیس نمودیم، سیستم عامل داس همچنان برای بازی‌های ویدیویی مورد استفاده قرار می‌گرفت. به همین دلیل ما احتیاج به نامی داشتیم که از ۸ حرف یا کمتر تشکیل شده باشد. به همین خاطر شروع به تحقیقات در مورد تکنولوژی‌ها و دیدن فیلم‌های مختلف کردیم؛ و در نهایت «مونولیث» (به معنی سنگ بزرگ و یکپارچه) انتخاب گردید. دقیقاً ۸ حرف که دارای بار معنایی رازآلودی نیز بود
این شرکت بیشتر بخاطر مجموعه بازی‌های بلاد، «هیچ‌کس برای همیشه زندگی نمی‌کند» و فیئر شناخته شده‌است. همچنین برای تهیه و توسعه انجین گرافیکی ساخت بازی با نام «لیث‌تک» که در اکثر محصولاتشان و برای اولین بار در سپتامبر ۱۹۹۸ در بازی «شوگو» از آن استفاده نمودند. آن‌ها همچنین برای ساخت بازی‌های دوبعدی خود از انجین «پکیج ۳۲ انیمیشن ویندوز» که توسط «برایان گوبل» ساخته شده بود، استفاده می‌کردند. بین سال‌های ۱۹۹۷ و ۱۹۹۹ میلادی این شرکت اقدام به انتشار بعضی بازی‌های ویدیویی نیز نمود.
در سال ۲۰۰۴ میلادی نیز این کمپانی توسط بخش سرگرمی‌های برادران وانر خریداری گردیده و به عنوان یکی از شرکت‌های تابعه این کمپانی بزرگ به فعالیت خود ادامه داد.
در سال ۲۰۱۴، آنها عنوان سرزمین میانه: سایه موردور را عرضه نمودند که به شدت مورد ستایش قرار گرفت. در سال ۲۰۱۷ نیز دنباله‌ای برای آن با نام سرزمین میانه: سایه جنگ عرضه نمودند که بازهم با نظر مثبت منتقدان مواجه گردید.

## لیست بازی‌های ویدیویی

### ۲۰۰۳–۱۹۹۴
| سال                                                                                             | عنوان                                           | پلتفرم(ها) | پلتفرم(ها) | پلتفرم(ها) | پلتفرم(ها) | پلتفرم(ها) | پلتفرم(ها) | پلتفرم(ها) | پلتفرم(ها) |
| سال                                                                                             | عنوان                                           | آمیگا      | داس        | GBA        | لینوکس     | Mac        | PS2        | ویندوز     | Xbox       |
| ----------------------------------------------------------------------------------------------- | ----------------------------------------------- | ---------- | ---------- | ---------- | ---------- | ---------- | ---------- | ---------- | ---------- |
| ۱۹۹۴                                                                                            | Maabus[الف]                                     | نه         | آری        | نه         | نه         | نه         | نه         | نه         | نه         |
| ۱۹۹۷                                                                                            | Blood                                           | نه         | آری        | نه         | نه         | نه         | نه         | نه         | نه         |
| ۱۹۹۷                                                                                            | Claw                                            | نه         | نه         | نه         | نه         | نه         | نه         | آری        | نه         |
| ۱۹۹۸                                                                                            | Rage of Mages[الف]                              | نه         | نه         | نه         | نه         | نه         | نه         | آری        | نه         |
| ۱۹۹۸                                                                                            | Get Medieval                                    | نه         | نه         | نه         | نه         | نه         | نه         | آری        | نه         |
| ۱۹۹۸                                                                                            | Shogo: Mobile Armor Division                    | آری        | نه         | نه         | آری        | آری        | نه         | آری        | نه         |
| ۱۹۹۸                                                                                            | Blood II: The Chosen                            | نه         | نه         | نه         | نه         | نه         | نه         | آری        | نه         |
| ۱۹۹۹                                                                                            | Gruntz                                          | نه         | نه         | نه         | نه         | نه         | نه         | آری        | نه         |
| ۱۹۹۹                                                                                            | Rage of Mages II: Necromancer[الف]              | نه         | نه         | نه         | نه         | نه         | نه         | آری        | نه         |
| ۱۹۹۹                                                                                            | Septerra Core: Legacy of the Creator[الف]       | نه         | نه         | نه         | نه         | نه         | نه         | آری        | نه         |
| ۱۹۹۹                                                                                            | TNN Outdoors Pro Hunter 2                       | نه         | نه         | نه         | نه         | نه         | نه         | آری        | نه         |
| ۱۹۹۹                                                                                            | Gorky 17[الف]                                   | آری        | نه         | نه         | آری        | آری        | نه         | آری        | نه         |
| ۲۰۰۰                                                                                            | Sanity: Aiken's Artifact                        | نه         | نه         | نه         | نه         | نه         | نه         | آری        | نه         |
| ۲۰۰۰                                                                                            | The Operative: NO One Lives Forever             | نه         | نه         | نه         | نه         | آری        | آری        | آری        | نه         |
| ۲۰۰۱                                                                                            | Tex Atomic's Big Bot Battles                    | نه         | نه         | نه         | نه         | نه         | نه         | آری        | نه         |
| ۲۰۰۱                                                                                            | Aliens Versus Predator 2                        | نه         | نه         | نه         | نه         | آری        | نه         | آری        | نه         |
| ۲۰۰۲                                                                                            | No One Lives Forever 2: A Spy in H.A.R.M.'s Way | نه         | نه         | نه         | نه         | آری        | نه         | آری        | نه         |
| ۲۰۰۳                                                                                            | Tron 2.0                                        | نه         | نه         | آری        | نه         | آری        | نه         | آری        | آری        |
| ۲۰۰۳                                                                                            | Contract J.A.C.K.                               | نه         | نه         | نه         | نه         | نه         | نه         | آری        | نه         |
| نکته الف این بازی‌ها توسط «مونولیث پروداکشنز» ساخته نشدند، بلکه فقط توسط این شرکت انتشار یافتند. |                                                 |            |            |            |            |            |            |            |            |

### ۲۰۰۵-تاکنون
| سال  | عنوان                     | پلتفرم(ها) | پلتفرم(ها)  | پلتفرم(ها)  | پلتفرم(ها) | پلتفرم(ها) | پلتفرم(ها) |
| سال  | عنوان                     | لینوکس     | پلی‌استیشن ۳ | پلی‌استیشن ۴ | ویندوز     | XB360      | XBO        |
| ---- | ------------------------- | ---------- | ----------- | ----------- | ---------- | ---------- | ---------- |
| ۲۰۰۵ | ماتریکس آنلاین            | نه         | نه          | نه          | آری        | نه         | نه         |
| ۲۰۰۵ | فیئر                      | نه         | آری         | نه          | آری        | آری        | نه         |
| ۲۰۰۵ | محکوم: سرچشمه جنایت       | نه         | نه          | نه          | آری        | آری        | نه         |
| ۲۰۰۸ | Condemned 2: Bloodshot    | نه         | آری         | نه          | نه         | آری        | نه         |
| ۲۰۰۹ | فیئر ۲: پروژه مبدا        | نه         | آری         | نه          | آری        | آری        | نه         |
| ۲۰۱۲ | Gotham City Impostors     | نه         | آری         | نه          | آری        | آری        | نه         |
| ۲۰۱۲ | نگهبانان سرزمین میانی     | نه         | آری         | نه          | آری        | آری        | نه         |
| ۲۰۱۴ | سرزمین میانه: سایه موردور | آری        | آری         | آری         | آری        | آری        | آری        |
| ۲۰۱۷ | سرزمین میانه: سایه جنگ    | نه         | نه          | آری         | آری        | نه         | آری        |